# Sergio García Ramírez
Sergio García Ramírez (Guadalajara, Jalisco, 1 de febrero de 1938 - Ciudad de México, 10 de enero de 2024) fue un jurista y político mexicano que fue miembro del Partido Revolucionario Institucional (PRI). En una amplia carrera política, fue entre otros cargos, secretario del Trabajo y Previsión Social, Procurador General de la República y aspirante a la candidatura del PRI a la presidencia de México; así como juez de la Corte Interamericana de Derechos Humanos de la Organización de Estados Americanos, presidente de la misma en el periodo comprendido de 2004 a 2007 y consejero del Instituto Federal Electoral (IFE).

## Estudios y carrera académica
Egresó como licenciado en Derecho de la Facultad de Derecho de la Universidad Nacional Autónoma de México (UNAM) con mención honorífica y obtuvo el grado de doctor en Derecho por la misma casa de estudios, recibiendo la meción magna cum laude, esta mención no se encontraba contemplada en el reglamento hasta ese momento y fue la primera vez que fue otorgada. 
Fue catedrático de la misma Facultad a partir de 1965 como interino y posteriormente como titular, e investigador del Instituto de Investigaciones Jurídicas de la UNAM, igual inicialmente de medio tiempo y luego de tiempo completo. Alcanzó el nivel III del Sistema Nacional de Investigadores (SNI) siendo posteriormente nombrado Investigador Nacional Emérito. Fue también miembro del Seminario de Cultura Mexicana. En 2019 se le otorgó el grado de profesor emérito de la UNAM.

## Carrera política
Su primer cargo público, en 1961, fue en la Penitenciaría del Distrito Federal en Santa Martha Acatitla, en 1966 fue nombrado director del Centro Penitenciario del Estado de México, prisión que reformó y cuyas prácticas se convirtieron posteriormente en un estándar para otros centros penitenciarios del país; posteriormente fue también juez del Tribunal de Menores del Estado de México.

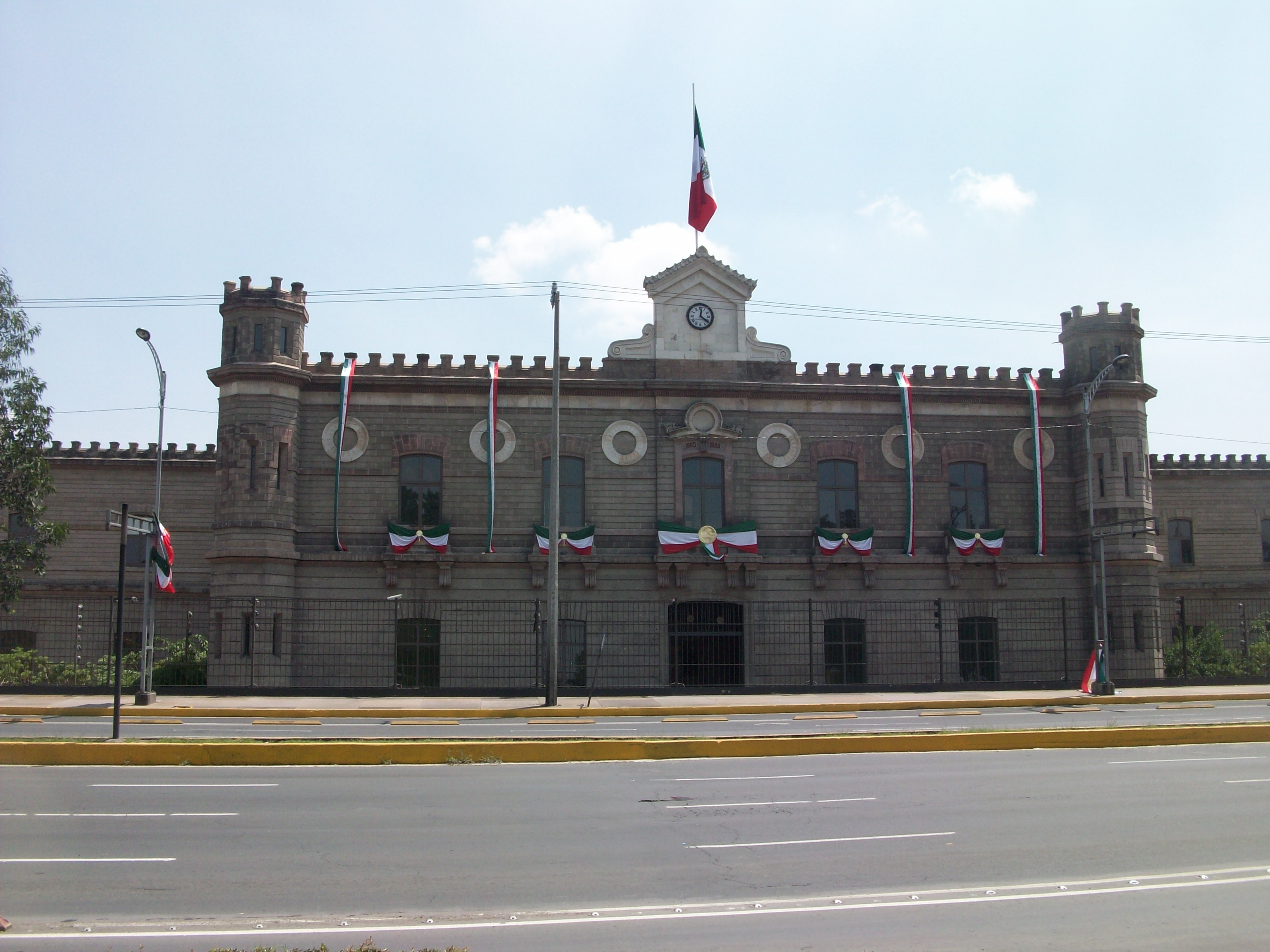
La antigua Penitenciaría de Lecumberri, de la que Sergio García Ramírez sería último director en 1976.

Fue Procurador General de Justicia del Distrito Federal a partir del 1 de diciembre de 1970 nombrado por el presidente Luis Echeverría Álvarez, ejerciendo el cargo al ocurrir la Matanza del Jueves de Corpus el 10 de junio de 1971, cesó en el cargo el 9 de agosto de 1972 en que pasa a ser subsecretario de Gobernación, siendo titular de la secretaría Mario Moya Palencia. En la subsecretaria de Gobernación se encargó del Sistema de Readaptación Social y fue presidente de la Comisión de Reclusorios del Distrito Federal, encargada de planear los nuevos Reclusorios que sustituirán a la célebre Penitenciaría de Lecumberri. En abril de 1976 ocurrió una fuga de la prisión de Lecumberri que causó una gran escándalo público, ante ello, Echeverría lo nombró director de la Penitenciaría, asumiendo el 30 de abril de 1976; siendo su último director y encabezando su cierre definitivo y la apertura de los nuevos reclusorios.
Tras este cargo, el 1 de diciembre de 1976 al iniciar el gobierno de José López Portillo fue nombrado subsecretario de la Juventud y el Deporte de la Secretaría de Educación Pública por el titular de la misma, Porfirio Muñoz Ledo. Después de dejar este cargo, fue nombrado primero subsecretario del Patrimonio Nacional y luego de la Industrial Paraestatal en la entonces Secretaría de Patrimonio y Fomento Industrial cuyo titular era José Andrés de Oteyza. Permaneció en dicho cargo hasta el 28 de diciembre de 1981 en que López Portillo lo nombra secretario del Trabajo y Previsión Social en sustitución de Javier García Paniagua que renunciaba tras solo dos meses en el cargo y como consecuencia de una crisis política por la postulación de Miguel de la Madrid Hurtado como candidato del PRI a la presidencia de México. Fue secretario del Trabajo hasta el 30 de noviembre de 1982 en que finalizó la administración de López Portillo.

### Procurador General de la República y aspirante presidencial

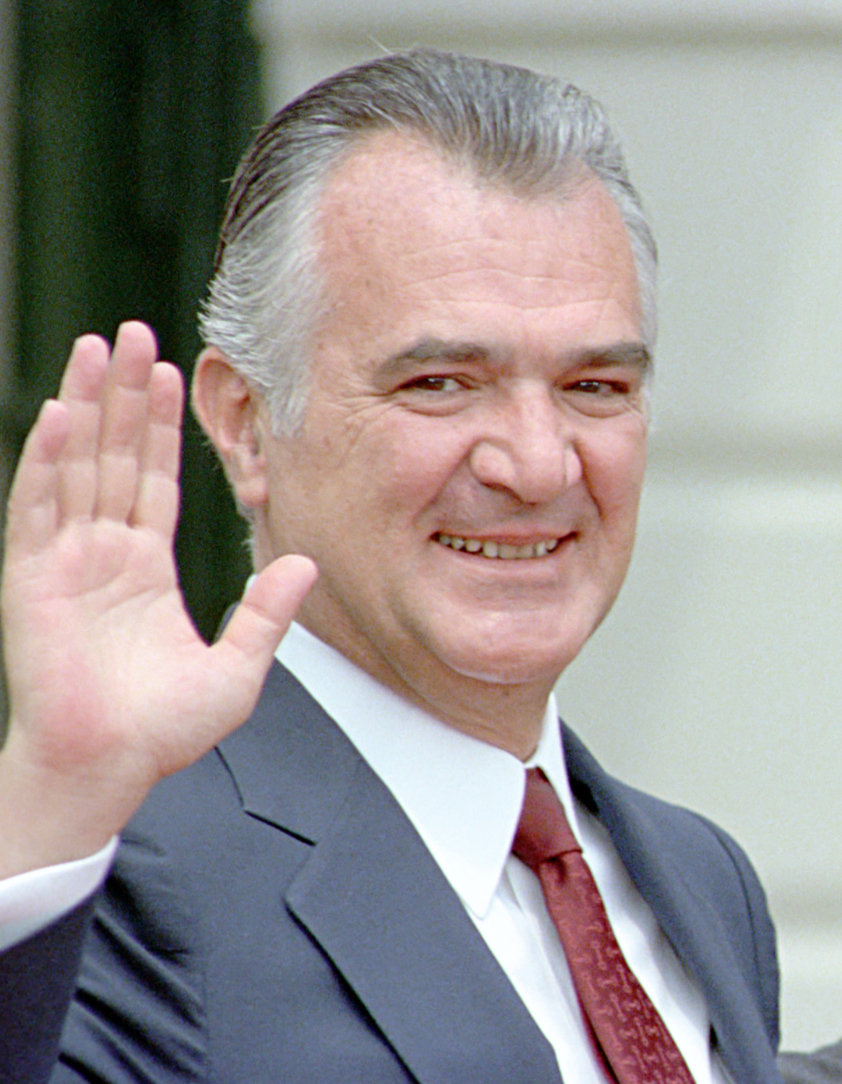
Miguel de la Madrid Hurtado, presidente de México de 1982 a 1988.

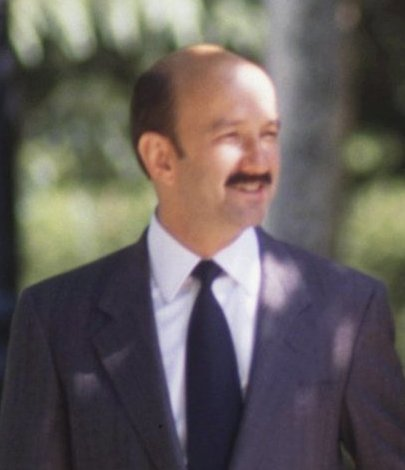
Carlos Salinas de Gortari, candidato a la presidencia de México en 1988.

El 1 de diciembre de 1982 Miguel de la Madrid asumió como presidente de México y el mismo día lo designó como Procurador General de la República. Su designación en dicho cargo, al igual que el de Victoria Adato Green en la procuraduría del Distrito Federal, tenía la intención de nombrar a juristas prestigiosos en cargos sumamente criticados y sujetos a la corrupción como parte de la política de Renovación Moral promovida por De la Madrid. Aunque los resultados de su gestión no fueron todo lo que se hubiera esperado, pudo permanecer en el cargo los seis años íntegros del gobierno de Miguel de la Madrid, siendo el último titular de la Procuraduría en hacerlo.
Hacia 1986 y 1987, el gobierno de Miguel de la Madrid comenzó a sufrir una creciente crisis política como consecuencia de la designación del candidato presidencial del PRI para la elección de 1988 y que de acuerdo a las costumbre de la época era una prerrogativa de facto del presidente en turno. Un sector del PRI, que se agrupó en lo que a la postre se convertiría en la Corriente Democrática, rechazaba la posibilidad de que De la Madrid designara para dicha candidatura a Carlos Salinas de Gortari y pedía la elección democrática de dicho candidato.
En un intento por contrarrestar dichas demandas, sin perder su control del proceso, De la Madrid resolvió que el PRI permitiera que públicamente seis miembros del gabinete presidencial hicieran presentaciones ante el comité nacional del partido para expresar sus aspiraciones a la candidatura presidencial. La comunicación oficial los nombró seis distinguidos priistas y fueron, además del propio García Ramírez, los titulares de Gobernación, Manuel Bartlett Díaz; de Programación y Presupuesto, Carlos Salinas de Gortari; de Energía, Minas e Industria Paraestatal, Alfredo del Mazo González; de Educación Pública, Miguel González Avelar; y del departamento del Distrito Federal, Ramón Aguirre Velázquez. El puntero fue siempre Salinas, seguido por Bartlett y Del Mazo, se considera que Sergio García Ramírez nunca tuvo posibilidades reales de lograr la postulación.
Pese a ello, Sergio García Ramírez sería protagonista de un oscuro pasaje que ocurriría entre el sábado 3 de octubre y el domingo 4 de octubre de 1987 —fecha de anuncio de la postulación oficial por el partido—. A primera hora del 4 de octubre, la secretaría de Energía emitió un comunicado oficial en el que su titular, Alfredo del Mazo, felicitaba a Sergio García Ramírez por su postulación como candidato del PRI a la presidencia. Al mismo tiempo, en la entonces residencia oficial de Los Pinos, De la Madrid designaba ante la cúpula del PRI a Carlos Salinas de Gortari para el cargo. No sería hasta después de ello que el presidente y los líderes priístas conocerían la noticia de García Ramírez, y se procedió a desactivarla y a postular formalmente a Salinas de Gortari. García Ramírez nunca se pronunció públicamente ante los rumores y posteriormente Del Mazo atribuiría su error a presuntas filtraciones del secretario particular del presidente Emilio Gamboa Patrón y de uno de los hijos del mismo, Federico de la Madrid Cordero.
García Ramírez se disciplinó ante la postulación de Salinas sin tema público alguno y permaneció al frente de la PGR hasta finalizar el gobierno, pero en la siguiente administración, encabezada por Salinas, no recibió ningún cargo público de relevancia.

### Cargos posteriores
Permaneció alejado de la actividad política hasta que el 1 de abril de 1992 fue elegido primer presidente del Tribunal Superior Agrario. El 16 de julio de 2000, apenas 14 días después de la derrota del PRI en las elecciones presidenciales de 2000, fue nombrado por la presidenta del partido, Dulce María Sauri Riancho, como secretario de Operación y Acción Política y como encargado de la Secretaría General del comité nacional; renunciando al cargo el 24 de abril de 2001.

## Obras
Escribió los siguientes libros:
- Asistencia a reos liberados, Botas, México, 1966.
- El artículo 18 constitucional: prisión preventiva, sistema penitenciario, menores infractores.
- La reforma penal de 1971, editorial Botas, México, 1971.
- La prisión, Fondo de Cultura Económica/ Universidad Nacional Autónoma de México, México, 1975.
- Los derechos humanos y el Derecho Penal, SEP, México, 1976.
- Otros minotauros, Instituto Mexiquense de Cultura, Toluca, 1979.
- Introducción al derecho mexicano, UNAM, México, 1981.
- Justicia Penal, Editorial Porrúa, México, 1982.
- Teseo alucinado y otros minotauros, UNAM, México, 1984.
- El museo del hombre, Editorial Porrúa, México, 1986.
- Para la navidad del 86, Instituto Mexicano de Cultura, 1986.
- La autonomía universitaria en la Constitución y en la ley, Editorial UNAM, México, 2005.
- García Ramírez, Sergio y Morales Sánchez, Julieta, La reforma constitucional sobre derechos humanos (2009-2011), 2ª ed., Porrúa/UNAM, México, 2012, 318 pp. (ISBN 9786070910302)

- García Ramírez, Sergio y Martínez Breña, Laura Nalleli, El poder jurisdiccional en México: Dos siglos. México: Instituto Nacional de Administración Pública, 2014, t. X, 207 pp. (ISBN OBRA COMPLETA: 978-607-9026-01-1, ISBN TOMO X: 978-607-9026-45-5)
- García Ramírez, Sergio y Martínez Breña, Laura. Presos y prisiones. El sistema penitenciario desde la perspectiva de los derechos humanos. México: Porrúa/Universidad Nacional Autónoma de México/Programa Universitario de Derechos Humanos, 2014, p. 348.
- * Sergio García Ramírez, Eréndira Ramos y Alejandra Gonza, Freedom of thought and expression in the case law of the Inter-American Court of Human Rights, 2016, 4ta. ed., Miami, Inter American Press Association, 2016, pp. 154.
- García Ramírez, Sergio y Eréndira Ramos Vázquez, Los derechos humanos y a jurisdicción interamericana, Editorial Porrúa, México, 2018, pp. 344.
- Sergio García Ramírez, Eréndira Ramos y Alejandra Gonza, La libertad de expresión en la jurisprudencia de la Corte Interamericana de Derechos Humanos: de la Opinión Consultiva OC-5/85 a la sentencia sobre el Caso Carvajal y otros, de 2018, 5ta. ed., Miami, Sociedad Interamericana de Prensa, Colección Chapultepec, 2018, pp. 164.
- Sergio García Ramírez, Eréndira Ramos y Alejandra Gonza, La libertad de expresión en la jurisprudencia de la Corte Interamericana de Derechos Humanos, Tribunal Electoral del Poder Judicial de la Federación, Sociedad Interamericana de Prensa e INAI, México, 2019.

## Reconocimientos
- Encomienda de número de la Orden del Mérito Civil. España (1980).[14]
- Gran cruz de la Orden de San Raimundo de Peñafort. España (1988).[15]
- Comendador Gran Cruz de la Orden de la Estrella Polar. Suecia (1982).[16]
- Medalla Ambrosio Paré
- Medalla Alfonso Quiroz Cuarón, Sociedad Mexicana de Criminología.[5]
- Medalla Fray Bartolomé de Las Casas por su trayectoria como presidente de la Corte Interamericana de Derechos Humanos. (2019).[17]